# 前橋市立桃木小学校
前橋市立桃木小学校（まえばししりつ もものきしょうがっこう）は、群馬県前橋市上沖町にある前橋市立小学校。

## 概要
前橋市の中心部から北東に位置しており、校名の「桃木」は近くを流れる桃木川からとったものである。

## 沿革
- 1978年〈昭和53年〉
  - 4月1日 - 桂萱小学校・細井小学校の過密を解消する目的で、三俣町三丁目・幸塚町・上沖町・下沖町・下細井町の一部を学区として開校[2]。同年度児童数377人[2]。
  - 6月1日 - 校章決定[2]。
  - 10月1日 - 校旗制定[2]。
- 1979年〈昭和54年〉2月1日 - 校歌制定[2]
- uooo

## 学区
- 三俣町三丁目[3]
- 上沖町
- 下沖町
- 幸塚町
- 下細井町の一部

## 周辺
- 群馬県立県民健康科学大学
- 群馬大学教育学部附属中学校

## 学校教育目標
豊かな心をもち、生き生きと活動する子どもを育成する
- たすけ合う (思いやりをもって、互いに高め合う子)
- よく考える (深く考え判断し、自ら学びとる子)
- やりとおす (たくましさをもち、ねばり強くやり抜く子)